# Klass I i ishockey 1931/1932
Klass I i ishockey 1931/1932 var den näst högsta serien inom svensk ishockey säsongen 1931/1932. Sedan förra säsongen hade IK Hermes flyttats upp till Elitserien och Kronobergs IK lämnat seriesystemet helt och hållet. Samtidigt hade antalet lag ökats från fem till åtta genom att Liljanshofs IF, IFK Stockholm, Tranebergs IF, Stadshagens AIS och Westermalms IF if flyttats upp från Klass II. Traneberg vann serien före Matteuspojkarna och båda lagen flyttades upp till Elitserien nästa säsong.

## Poängtabell
| Nr | Lag                  | S  | V  | O | F  | GM | IM | MK   | P  |
| -- | -------------------- | -- | -- | - | -- | -- | -- | ---- | -- |
| 1  | Tranebergs IF        | 14 | 12 | 1 | 1  | 33 | 14 | 2.36 | 25 |
| 2  | UoIF Matteuspojkarna | 14 | 10 | 1 | 3  | 31 | 15 | 2.07 | 21 |
| 3  | Reymersholms IK      | 14 | 9  | 1 | 4  | 30 | 23 | 1.3  | 19 |
| 4  | IFK Stockholm        | 14 | 6  | 4 | 4  | 38 | 22 | 1.73 | 16 |
| 5  | IK Mode              | 14 | 6  | 2 | 6  | 34 | 21 | 1.62 | 14 |
| 6  | Liljanshofs IF       | 14 | 3  | 3 | 8  | 34 | 25 | 1.36 | 9  |
| 7  | Westermalms IF       | 14 | 2  | 2 | 10 | 17 | 36 | 0.47 | 6  |
| 8  | Stadshagens AIS      | 14 | 0  | 2 | 12 | 7  | 48 | 0.15 | 2  |